# Pematang Raman
Pematang Raman is een bestuurslaag in het regentschap Muaro Jambi van de provincie Jambi, Indonesië. Pematang Raman telt 1348 inwoners (volkstelling 2010).